# ماكس هايوارد
كان هاري ماكسويل هايوارد (28 يوليو 1924، لندن - 18 مارس 1979، أكسفورد ) محاضرًا ومترجمًا بريطانيًا في الأدب الروسي . وُصف بأنه "أفضل وأغزر مترجم للنثر الروسي إلى الإنجليزية منذ كونستانس غارنيت ".

## سيرة
بعد الدراسة في لندن وليفربول ، التحق هايوارد بكلية ماجدالين بجامعة أكسفورد عام 1942 بمنحة دراسية لدراسة اللغة الألمانية. وسرعان ما ترك الألمانية لصالح اللغة الروسية، وتخرج بدرجة الشرف الأولى عام 1945. وبقي في أكسفورد لمدة عامين آخرين قبل أن يقترح عليه إشعياء برلين خطة للعلماء الشباب للانضمام إلى السفارة البريطانية في موسكو . وبدلاً من ذلك اختار الدراسة في عامي 1946 و1947 في جامعة تشارلز في براغ . ثم عينته وزارة الخارجية البريطانية في سفارة موسكو ووصل في سبتمبر 1947، حيث بقي لمدة عامين. وعندما طُلب منه الترجمة للسفير البريطاني في زيارة إلى جوزيف ستالين في الكرملين ، كان هايوارد مذهولاً للغاية لدرجة أنه لم يستطع الكلام.
عاد هايوارد إلى أكسفورد عام ١٩٤٩، وأصبح محاضرًا في اللغة الروسية، ثم انتقل إلى جامعة ليدز عام ١٩٥٢. في عام ١٩٥٥، عاد للعمل في السفارة البريطانية في موسكو، لكن فترة عمله انتهت مبكرًا. في عام ١٩٥٦، التحق بكلية سانت أنتوني في أكسفورد . أشرف على عدد من الطلاب الذين برزوا في مسيرتهم المهنية، ومنهم ستروب تالبوت
على الرغم من أن هايوارد لم ينشر أي دراسات أكاديمية، وكانت كتاباته متناثرة على نطاق واسع في مقدمات الكتب والمقالات في المجلات، إلا أنه أصبح مرجعًا معروفًا في الأدب الروسي. اشتهر بترجمته (غالبًا بالاشتراك مع زملائه) لأعمال فلاديمير ماياكوفسكي ، وإسحاق بابل ، وناديجدا ماندلستام ، وألكسندر سولجينتسين ، وبوريس باسترناك ، وأندريه سينيافسكي ، وأندريه أمالريك ، وآنا أخماتوفا ، وغيرهم الكثير.
كانت أول ترجمة كاملة له، بالاشتراك مع مانيا هراري ، لرواية باستيرناك "دكتور زيفاجو" ، وهي الترجمة التي بدآها في عام 1957. كان هايوارد يعرف عائلة باستيرناك في أكسفورد، وسمع باستيرناك يقرأ شعره ذات مرة في موسكو عام 1948.
حصل على جائزة PEN للترجمة في عام 1971.
توفي في أكسفورد، عن عمر يناهز 54 عامًا، في عام 1979.

## للمزيد من المعلزمات
- أمل ضد الأمل بقلم ناديجدا ماندلستام
- جاسوس في الأرشيف: مذكرات روسيا في الحرب الباردة بقلم شيلا فيتزباتريك

## روابط خارجية
ليونارد شابيرو، "ماكس هايوارد (1924-1979)" ، مجلة نيويورك ريفيو أوف بوكس ، 19 يوليو 1979.
1. ↑  "Max Hayward". Wikipedia (بالإنجليزية). 10 Nov 2024.